# Associação de Futebol da Irlanda
A Associação de Futebol da Irlanda (em inglês Football Association of Ireland, ou o acrônimo equivalente FAI; em irlandês: Cumann Peile na hÉireann), é o órgão que dirige e controla o futebol da Irlanda, comandando as competições nacionais e a Seleção Irlandesa de Futebol. A sede deste órgão está localizada em Dublin.